# Хосе Карлос Фернандес Васкес
Хосе Карлос Фернандес Васкес (ісп. José Carlos Fernández Vázquez, нар. 17 липня 1987, Мінас-де-Ріотінто), відомий як просто Хосе Карлос (ісп. José Carlos) — іспанський футболіст, півзахисник клубу «Рекреатіво».

## Ігрова кар'єра
Народився 17 липня 1987 року в місті Мінас-де-Ріотінто. Вихованець футбольної школи клубу «Рекреатіво».
У дорослому футболі дебютував 2007 року виступами за команду «Севілья Атлетіко», а з наступного року почав виступи за головну команду «Севільї». У її складі був насамперед резервним гравцем і протягом 2011–2012 років віддавався в оренду спочатку до «Картахени», а згодом до грецького АЕК.
Повернувшись із Греції, 2012 року став гравцем «Райо Вальєкано», де протягом сезону був основним гравцем, утім згодом почав програвати конкуренцію і 2014 року перейшов до іншого представника Ла-Ліги, «Кордови», за яку, провів лише одну гру.
Згодом протягом 2015–2017 років грав за друголігові «Льягостеру» і «Хімнастік».
2018 року повернувся до футболу, приєднавшись до третьолігового «Кастельйона», а 2020 року став гравцем команди рідного «Рекреатіво».